# Lions, Jardin zoologique, Londres
Lions, Jardin zoologique, Londres (tj. Lvi v londýnské zoologické zahradě) je francouzský krátký film z roku 1895. Režisérem je Alexandre Promio (1868–1926). Film trvá necelou minutu a zobrazuje lva ve výběhu Londýnské zoologické zahrady. Film je součástí trilogie, která zahrnuje i filmy Tigres, Jardin zoologique, Londres a Pélicans, Jardin zoologique, Londres, kde vystupují tygři a pelikáni ze stejné zoo.

## Děj
Film zobrazuje lvího samce za mřížemi, který čeká, až mu chovatel hodí kus potravy. Lev je netrpělivý a strká tlapu mezi mříže, aby se dostal k chovateli, který se kolem něho velmi blízko prochází. V pozadí jsou vidět velké kameny ve výběhu a cihlová ohrada, která ohraničuje stanoviště zvířete.